# Soufre (pharmacie)
Pour les articles homonymes, voir Soufre (homonymie).
Le soufre est utilisé dans les préparations dermatologiques pour le traitement de l'acné et d'autres affections cutanées. Il agit comme un agent kératolytique et tue également les bactéries, les champignons, les acariens de la gale et d'autres parasites de la peau.
Chimiquement, il s'agit du cyclooctasoufre naturel (S8).

## Formes et utilisations

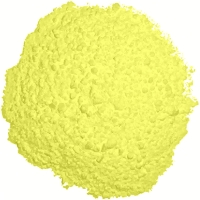
Soufre en poudre

- La fleur de soufre ou soufre sublimé (latin : sulfur sublimatum) est la forme naturelle non purifiée[1]. Il se présente sous forme de flocons jaunes et a été utilisé en médecine traditionnelle et alternative pour les humains et les animaux, ainsi qu'en alchimie et en sulfuration des fruits avant séchage .
- Le soufre purifié (sulfur depuratum) est préparé par lavage du soufre sublimé avec de l'ammoniac. C'est une fine poudre jaune. Il était autrefois utilisé comme laxatif, mais cette application est rare aujourd'hui[1].
- Le soufre précipité (sulfur praecipitatum) est préparé en faisant bouillir du soufre et de l'oxyde de calcium dans de l'eau, puis en le précipitant avec de l'acide chlorhydrique. C'est aussi une fine poudre jaune[1].
- Le soufre colloïdal (sulfur colloidale) est une poudre de soufre extrêmement fine préparée par précipitation répétée, d'abord à partir de polysulfures avec des protéines, puis à partir d'une solution légèrement alcaline avec de l' éthanol ou de l' acétone. Il a une couleur blanc grisâtre. Les solutions colloïdales sont laiteuses dans l'eau et bleuâtres lorsqu'elles sont vues à contre-jour[1].

### Utilisations locales
Le soufre précipité et le soufre colloïdal sont utilisés  pour le traitement de l'acné, de la rosacée et de la dermatite séborrhéique,,, sous forme de lotions, crèmes, poudres, savons et additifs pour le bain. D'autres utilisations locales comprenaient le traitement des mycoses superficielles (infections par des champignons) et de la gale, mais cela est aujourd'hui largement obsolète.

## Effets indésirables
Les effets indésirables courants comprennent l'irritation de la peau sur le site d'application, comme la sécheresse, les picotements, les démangeaisons et la desquamation. Les réactions allergiques généralisées sont rares; elles incluent l'urticaire ainsi que le gonflement des lèvres, de la langue et de la gorge, obstruant potentiellement les voies respiratoires.

## Surdosage
L'ingestion de plus de quelques grammes peut entraîner une intoxication au sulfure d'hydrogène (H2S), que la flore intestinale produit à partir du soufre. Le H2S est également généré sur la peau, mais les formulations topiques n'induisent pas de concentrations toxiques sauf lorsque de grandes quantités sont utilisées pour les jeunes enfants.

## Mécanisme d'action
Le soufre est partiellement converti en sulfure d'hydrogène par réduction par des bactéries. Le H2S tue les bactéries (dont probablement Propionibacterium acnes qui joue un rôle dans l'acné), les champignons et les parasites tels que les acariens de la gale. Dans l'intestin, le H2S augmente le péristaltisme, agissant comme un laxatif. Le H2S est également un médiateur de l'action kératolytique du soufre; dans ce cas, le sulfure d'hydrogène est produit par interaction directe avec les kératinocytes cibles eux-mêmes.